# Aprostocetus bahiensis
Aprostocetus bahiensis is een vliesvleugelig insect uit de familie Eulophidae. De wetenschappelijke naam is voor het eerst geldig gepubliceerd in 1959 door Costa Lima.